# Dyricke Gerarde
Dyricke Gerarde (aktiv etwa 1540 bis etwa 1580) war ein franko-flämischer Komponist der Renaissance, der offenbar in England wirkte.

## Leben und Wirken
Von Dyricke Gerarde sind weder die Geburts- noch die Sterbedaten bekannt, auch ist sein Wirkungsort nur mit einiger Wahrscheinlichkeit gesichert. Der größte Teil seines Werks befindet sich in sechs Stimmbüchern aus dem Besitz von Lord John Lumley (1534–1609), der im Nonsuch Palace in Surrey residiert hat; deshalb folgerte die musikhistorische Forschung, dass der Komponist in dessen Diensten oder in den Diensten seines Schwiegervaters Henry FitzAlan, dem 12. Earl von Arundel (um 1511–1579/80) gestanden hat. Belegen lässt sich diese Annahme nicht, weil der Nonsuch Palace in den 1680er Jahren zerstört wurde und somit auch alle einschlägigen Dokumente untergegangen sind. Immerhin verbleiben dafür zwei Anhaltspunkte: der eine ist der Text seiner Motette „Murus Æneus“, der dem Familienmotto der Lumleys entspricht, der andere ist einer von Gerardes Assistenten, ein gewisser Morel, zugleich ein Bediensteter im Arundel-Haushalt, der zwei Chanson-Sammlungen der Nonsuch-Bibliothek mit Anmerkungen versehen hat. Das Inventarverzeichnis der namhaften Nonsuch-Bibliothek von 1596 nennt auch eine „Rolle of Cannons of Dethick Gerrarde“, die gänzlich fehlt.
Der Name des Komponisten deutet auf eine flämische Abstammung hin; der musikalische Stil seiner Werke mit seiner Ähnlichkeit zu Johannes Lupi oder Orlando di Lasso ist typisch für franko-flämische Musik, wenn es auch Anzeichen gibt, dass er als wohlhabender Musikliebhaber den Namen als Pseudonym benutzte, vielleicht auch, um andere Aspekte seines Standes oder seiner Konfession zu verschleiern. Die erwähnten sechs Stimmbücher stellen eine ungewöhnlich umfangreiche Sammlung von Manuskripten aus der Zeit vor 1600 dar; in zeitgenössischen Drucken ist davon nichts erschienen. Nachdem Gerarde auch Kompositionen anderer Meister sammelte, enthalten die Stimmbücher auch Unikate von Komponisten wie Nicolas Gombert, Thomas Crécquillon, Jacobus Clemens non Papa, Haveriq, DeWismes, Truie, Paon, Latfeur und Morel. Einige der genannten unbekannteren Komponisten sind überhaupt nur durch Gerardes Manuskripte bekannt geworden.

## Bedeutung
Die sechs Stimmbücher mit Werken von Dyricke Gerarde besitzen die seltene Eigenschaft, dass sich an ihnen die chronologische Entwicklung des Komponisten ablesen lässt. In den frühen Werken herrscht ein durchgehend fließender Kontrapunkt mit langen melismatischen Linien vor. Später werden die Melismen weniger und kürzer und dienen mehr der Dekoration; es wächst die Tendenz vom modalen zum tonalen Stil, Kadenzen werden häufiger und die Polyphonie wird von der Harmonie dominiert. Auch verringern sich Dissonanzen und die Häufigkeit der Ornamentierung. Besonders typisch für seine Werke ist die hervorgehobene Verwendung des ausdrücklich notierten Tritonus in der Melodie und gelegentlich auch aufeinanderfolgende Harmonien im Tritonus-Abstand. Der Komponist zeigt auch eine Vorliebe für ungeradzahlige Metren, besonders solche mit fünf oder sieben Einheiten, so in dem Stück „Domine clamavi ad te“; das Stück „Ego autem cantabo“ zeigt eine Struktur von elf Einheiten. Viele Texte seiner Werke stammen aus Stücken anderer Komponisten, wobei die Melodien aber keine Ähnlichkeiten mit denen der Textvorlage besitzen.
Viele Werke in Gerardes Stimmbüchern sind in mehreren Versionen vorhanden, wobei die jeweils früheren alle Tilgungen, Streichungen und Änderungen enthalten, die zur letzten Fassung führen; sie erlauben einen Einblick in die Arbeitsweise eines Komponisten des 16. Jahrhunderts. Darüber hinaus zeigen sie den im Gang befindlichen musikalischen Stilwandel mit seiner Verringerung von Verzierungen und des Grads von Dissonanzen, dem Ersetzen der Melismatik durch Syllabik, genaue Textunterlegung und dem konsequenten Setzen von Vorzeichen. Die Handschriften von Dyricke Gerarde zeigen wesentliche Details davon, wie ein Komponist dieser Zeit Material auswählte, Stile studierte, sich um Techniken bemühte, experimentierte und verwarf, sammelte und revidierte. Insgesamt dokumentieren seine Stimmbücher die Werke eines fähigen, sensiblen und selbstkritischen Komponisten und seinen Weg von den dichten, imitierenden Techniken der Generation von Nicholas Gombert zu dem mehr textorientierten Stil von Orlando di Lasso.

## Werke
Gesamtausgabe: Dyricke Gerarde, Complete Works, St. Albans 2001
- Geistliche Motetten
  - „Ad te levavi oculos“ zu sechs Stimmen
  - „Adhesit pavimento anima mea“ zu fünf Stimmen
  - „Angelus ad pastores ait“ zu acht Stimmen
  - „Angelus Domini descendit“ zu fünf Stimmen, unvollständig
  - „Animam meam dilectam“ zu sechs Stimmen
  - „Ascendens Christus“ zu fünf Stimmen
  - „Aspice Domine“ zu sechs Stimmen
  - „Beati omnes“ zu fünf Stimmen
  - „Benedictus Dominus Deus Israel“ zu fünf Stimmen
  - „Christus factus est“ zu fünf Stimmen
  - „Cognovi Domine“ zu acht Stimmen
  - „Congregati sunt inimichi nostri“ zu fünf Stimmen
  - „Creator omnium“ zu fünf Stimmen, unvollständig
  - „Da mihi Domine“ zu sechs Stimmen
  - „Da pacem Domine“ zu fünf Stimmen
  - „Derelinquat impius viam“ (I) zu sechs Stimmen
  - „Derelinquat impius viam“ (II) zu sechs Stimmen
  - „Derelinquat impius viam“ (III) zu sechs Stimmen, unvollständig
  - „Deus in nomine tuo“ zu vier Stimmen
  - „Deus qui superbis resistis“ zu sieben Stimmen
  - „Domine clamavi ad te“ zu sechs Stimmen
  - „Domine da mihi animum purum“ zu sieben Stimmen
  - „Domine ne memineris“ zu sechs Stimmen
  - „Dum transsiset Sabatum“ zu sechs Stimmen
  - „Ego autem cantabo“ (I) zu fünf Stimmen
  - „Ego autem cantabo“ (II) zu sieben Stimmen
  - „Ego Dominus“ zu fünf Stimmen, unvollständig
  - „Ego flos campi“ zu fünf Stimmen, unvollständig
  - „Egrediente Domino“ zu fünf Stimmen
  - „Fidem refondens“ zu vier Stimmen
  - „Fremuit Spiritus Jhesus“ zu fünf Stimmen, unvollständig
  - „Gloria tibi Trinitas“ zu sechs Stimmen, unvollständig
  - „Gratia vobis“ zu neun Stimmen
  - „Heu michi Domine“ zu vier Stimmen, unvollständig
  - „Hodie Christus natus est“ zu acht Stimmen
  - „Hodie nobis celorum rex“ zu acht Stimmen
  - „Hodie nobis de celo“ zu fünf Stimmen
  - „Honor virtus et potestas“ zu sieben Stimmen
  - „Illuminare Jerusalem“ zu acht Stimmen
  - „In monte Oliveti“ zu sieben Stimmen
  - „In patientia vestra“ zu vier Stimmen
  - „In tribulatione mea“ zu acht Stimmen
  - „Laudate Dominum omnes gentes“ (I) zu vier Stimmen
  - „Laudate Dominum omnes gentes“ (II) zu fünf Stimmen
  - „Laudate Dominum in Sanctis“ zu acht Stimmen
  - „Laudemus omnes“ zu acht Stimmen
  - „Laus Deo Patri“ zu zehn Stimmen
  - „Letare Jherusalem“ zu sechs Stimmen
  - „Levavi oculos meos“ zu fünf Stimmen
  - „Magi veniunt ab oriente“ zu sechs Stimmen
  - „Miserere mei Deus“ zu fünf Stimmen, unvollständig
  - „Miserere mei Domine“ zu fünf Stimmen
  - „Misericordia et veritas“ zu sechs Stimmen
  - „Misit me vivens Pater“ zu fünf Stimmen, unvollständig
  - „Multiplicati sunt“ zu fünf Stimmen
  - „Noe, Noe, Exultemus“ zu acht Stimmen
  - „Non me vicat Deus meus“ zu sechs Stimmen
  - „Nunquid adheret tibi“ zu sechs Stimmen
  - „O Maria vernans rosa“ zu fünf Stimmen
  - „Occurrerunt Maria et Martha“ zu sechs Stimmen
  - „Omnis caro finum“ zu sechs Stimmen
  - „Parvulus filius hodie natus est“ zu fünf Stimmen, unvollständig
  - „Peccantem me quotidie“ zu sechs Stimmen
  - „Peccata mea Domine“ zu fünf Stimmen, unvollständig
  - „Proba me domine“ zu fünf Stimmen, unvollständig
  - „Puer qui natus est“ zu sechs Stimmen
  - „Quare fremuerunt gentes“ zu fünf Stimmen
  - „Quare tristis es“ zu sechs Stimmen
  - „Respice in me“ zu vier Stimmen
  - „Si bona suscepimus“ zu fünf Stimmen, unvollständig
  - „Sic Deus dilexit mundum“ zu sechs Stimmen
  - „Sive vigilem“ zu sechs Stimmen
  - „Timor et tremor“ (I) zu acht Stimmen
  - „Timor et tremor“ (II) zu acht Stimmen
  - „Tribulationem nostram“ zu sechs Stimmen
  - „Tu Bethlehem terra Juda“ zu fünf Stimmen
  - „Tua es potentia“ zu fünf Stimmen
  - „Urbs beata Jerusalem“ zu sieben Stimmen, Fragment
  - „Versa est in luctum“ zu sechs Stimmen
  - „Vias tuas Domine“ zu fünf Stimmen, unvollständig
  - „Viri galilei“ zu sechs Stimmen
  - „Vivere vis recte“ zu sechs Stimmen
  - „Voce mea ad Dominum clamavi“ zu fünf Stimmen

- Weitere geistliche Werke
  - Anthem „Lord by me judge“ zu vier Stimmen, unvollständig
  - „O souverain Pasteur“ zu fünf Stimmen
  - „Père éternel“ zu fünf Stimmen
- Weltliche Motetten
  - „Dulces exuviae“ zu fünf Stimmen
  - „Ex animo cuncto“ zu fünf Stimmen, unvollständig
  - „Fortem vocemus“ (I) zu vier Stimmen
  - „Fortem vocemus“ (II) zu fünf Stimmen
  - „Murus Æneus sana conscientia“ zu acht Stimmen
  - „Omnibus in rebus“ zu fünf Stimmen, unvollständig
- Mehrstimmige weltliche Lieder
  - „Pandalidon flaxos“ zu vier Stimmen, unvollständig
  - „Yf Phebus stormes“ zu fünf Stimmen
- Madrigale
  - „Amor piangeva“ zu fünf Stimmen
  - „Die lume un tempo“ zu fünf Stimmen
  - „Gî piansi“ zu fünf Stimmen
  - „Il foco ch’io sentia“ zu vier Stimmen
  - „La neve i monti“ zu vier Stimmen, unvollständig

- Chansons
  - „Adieu celle qui j’ai servi“ zu fünf Stimmen, unvollständig
  - „Adieu l'espoir“ zu fünf Stimmen
  - „Adieu mon esperance“ (I) zu fünf Stimmen
  - „Adieu mon esperance“ (II) zu sechs Stimmen
  - „Aiez pitie de votre amant“ zu fünf Stimmen
  - „Amour au ceur“ (I) zu fünf Stimmen, unvollständig
  - „Amour au ceur“ (II) zu fünf Stimmen
  - „Amy souffrez“ zu fünf Stimmen
  - „Avecques vous mon amour finera“ zu acht Stimmen, Kontrafaktur von „En attendant d’amour“ (II)
  - „Bonjour m’ayme“ zu fünf Stimmen
  - „Ce mois de may“ (I) zu vier Stimmen, unvollständig
  - „Ce mois de may“ (II) zu fünf Stimmen
  - „C’est grand plaisir“ zu sechs Stimmen
  - „Ceste belle petite bouche“ zu fünf Stimmen
  - „Donez secours“ zu vier Stimmen, unvollständig
  - „En attendant d’amour“ (I) zu vier Stimmen, unvollständig
  - „En attendant d’amour“ (II) zu acht Stimmen
  - „En attendant secours“ zu fünf Stimmen
  - „Est il possible“ zu fünf Stimmen
  - „Hatez vous“ zu sechs Stimmen
  - „Hellas quel jour“ zu sechs Stimmen
  - „J’ay si fort bataillez“ zu fünf Stimmen
  - „J’ay tant chasse“ zu acht Stimmen
  - „J’ay veu le temps“ zu fünf Stimmen
  - „Je l’aime bien“ zu fünf Stimmen
  - „Je ne desire que la mort“ zu fünf Stimmen, unvollständig
  - „Je ne me puis tenir“ zu fünf Stimmen
  - „Je ne scay coment“ (I) zu fünf Stimmen, unvollständig
  - „Je ne scay coment“ (II) zu fünf Stimmen
  - „Je ne suis pas de ses gens la“ (I) zu vier Stimmen, unvollständig
  - „Je ne suis pas de ses gens la“ (II) zu fünf Stimmen
  - „Je suis aimez“ zu fünf Stimmen, unvollständig
  - „Je suis amoureulx“ zu fünf Stimmen
  - „Je suis desheritée“ zu sechs Stimmen
  - „Joieusement il faict“ zu vier Stimmen, unvollständig
  - „Las voulez vous“ zu sechs Stimmen
  - „Le bergier et la bergierre“ zu fünf Stimmen
  - „Le rossignol plaisant“ zu sechs Stimmen
  - „Le souvenir d’aimer“ zu fünf Stimmen
  - „Mon ceur chante“ (I) zu vier Stimmen, unvollständig
  - „Mon ceur chante“ (II) zu fünf Stimmen
  - „Mon cuer chante“ (III) zu sechs Stimmen
  - „Oncques amour ne fust“ (I) zu fünf Stimmen, unvollständig
  - „Oncques amour ne fust“ (II) zu sechs Stimmen, Stimme Kontrafaktur von „Derelinquat impius viam“ (I)
  - „Or est venu le printemps gracieulx“ zu sechs Stimmen
  - „Par vous seule“ zu fünf Stimmen, unvollständig
  - „Petitte fleur“ zu sechs Stimmen
  - „Plaisir n’ay plus“ zu sechs Stimmen
  - „Pour une, las, j’endure“ zu sechs Stimmen
  - „Pour une seulle“ zu fünf Stimmen
  - „Prenez plaisir“ zu vier Stimmen, unvollständig
  - „Puis que fortune“ zu sechs Stimmen
  - „Puis qu’elle a mis a deulx son amitie“ zu fünf Stimmen
  - „Resiouissons nous“ zu sechs Stimmen
  - „Resveillez vous“ zu sechs Stimmen
  - „Reviens vers moy“ zu vier Stimmen, unvollständig
  - „Se dire ie l’osoye“ zu fünf Stimmen
  - „Si j’ay du mal“ zu vier Stimmen
  - „Soions joyeulx joyeulxement“ zu vier Stimmen, unvollständig
  - „Soions joyeulx sur la plaisant verdure“ zu acht Stimmen
  - „Ta bonne grace“ zu fünf Stimmen, unvollständig
  - „Tant ay souffert“ zu sechs Stimmen
  - „Tant qu’en amour“ zu vier Stimmen, unvollständig
  - „Tous mes amis“ zu fünf Stimmen
  - „Vivons joyeusement“ zu fünf Stimmen
  - „Vivre ne puis sur terre“ (I) zu fünf Stimmen
  - „Vivre ne puis sur terre“ (II) zu fünf Stimmen

- Instrumentalmusik
  - „J’attens secours“ (als Chanson zu fünf Stimmen rekonstruierbar)